# Associazione genitori e insegnanti
Associazione genitori e insegnanti (Nine Hundred Grandmothers) è una raccolta di racconti di fantascienza di R. A. Lafferty pubblicata nel 1970 dalla casa editrice Ace Books, per la collana Ace SF Special, Series 1
L'opera ripropone 21 racconti pubblicati tra il 1960 e il 1968. Il titolo originale della raccolta prende il nome dal breve racconto Nine Hundred Grandmothers (Novecento Nonne), pubblicato nel febbraio del 1966 sulla rivista If.
Nel 1971 l'antologia ha ottenuto la nomination per il Premio Locus per la miglior Antologia nota nel '70 come Miglior Antologia/Collezione (Best Anthology/Collection)

## Storia editoriale
Nine Hundred Grandmothers è la prima antologia dello scrittore Lafferty.
In un'intervista condotta da Tom Jackson all'autore Lafferty, (stampata nel 39° numero della rivista di fantascienza Lan's Lantern nel 1991), lo scrittore racconta il grado di influenza, l'effetto avuto sulla scrittura e quanta voce aveva nella scelta delle storie che sarebbero state pubblicate l’autore Terry Carr, il quale aveva acquistato molti dei primi libri di Lafferty.
(R. A. Lafferty, Interview by Tom Jackson, Lan's Lantern #39 (1991))

## Racconti
- Novecento nonne (Nine Hundred Grandmothers, febbraio 1966)[2][9]
- Terra dei grandi cavalli (Land of the Great Horses, ottobre 1967)[10][11]
- Ginny (Ginny Wrapped in the Sun, agosto 1967)[12][13]
- Le sei dita del tempo (The Six Fingers of Time , settembre 1960)[14][15]
- Duello sulla montagna (Frog on the Mountain, 1970)[16][17]
- L'umanità intera (All the People, dicembre 1962)[18][19]
- Associazione genitori e insegnanti (Primary Education of the Camiroi, dicembre 1966)[20][21]
- La lenta notte di martedì (Slow Tuesday Night, luglio 1965)[22][23]
- Snuffles[N 2] (Snuffles, dicembre 1960)[24][25]
- La congiura contro Carlomagno (Thus We Frustrate Charlemagne, febbraio 1967)[26][27]
- Il nome del serpente (Name of the Snake, aprile 1964)[28][29]
- La valle stretta (Narrow Valley, settembre 1966)[30][31]
- Leggi e usanze dei Camiroi (Polity and Custom of the Camiroi, giugno 1967)[32][33]
- Nel nostro isolato (In Our Block, giugno 1965)[34][35]
- Macchina mangiatutto (Hog-Belly Honey, settembre 1965)[36][37]
- Terrore di sette giorni (Seven-Day Terror, marzo 1962)[38][39]
- Help! Help! (The Hole on the Corner , gennaio 1967)[40][41]
- Come si chiamava quella città? (What's the Name of That Town?, ottobre 1964)[42][43]
- Con occhio altrui (Through Other Eyes, febbraio 1960)[44][45]
- Uno alla volta (One at a Time, 1968)[46][47]
- Più siamo meglio stiamo (Guesting Time, maggio 1965)[48][49]

## Edizioni
- (EN) R. A. Lafferty, Nine Hundred Grandmothers, I ed., Ace Books, 1970, OCLC 3633426.
- (DE) R. A. Lafferty, Negenhonderd Grootmoeders, I ed., Meulenhoff, 1972, ISBN 978-90-290-0094-9.
- (DE) R. A. Lafferty, 900 Grossmütter Band 1, I ed., Fischer Taschenbuch, giugno 1974, ISBN 978-3-436-01920-4.
- (DE) R. A. Lafferty, 900 Grossmütter Band 2, I ed., Fischer Taschenbuch, luglio 1974, ISBN 978-3-436-01921-1.
- (EN) R. A. Lafferty, Nine Hundred Grandmothers, I ed., Dennis Dobson, maggio 1975, ISBN 978-0-234-77286-7.
- R. A. Lafferty, Associazione genitori e insegnanti, Urania, n. 852, I ed., Arnoldo Mondadori Editore, 7 settembre 1980.
- (JA) R. A. Lafferty, 九百人のお祖母さん?, I ed., 早川書房?, 28 febbraio 1981.
- (EN) R. A. Lafferty, Nine Hundred Grandmothers, II ed., Ace Books, gennaio 1982, OCLC 11141005.
- (JA) R. A. Lafferty, 九百人のお祖母さん?, II ed., 早川書房?, 15 febbraio 1988, ISBN 978-4-15-010757-4.
- (DE) R. A. Lafferty, So frustrieren wir Karl den Grossen, I ed., Heyne, 1993, ISBN 978-3-453-06243-6.
- (EN) R. A. Lafferty, Nine Hundred Grandmothers, I ed., Wildside Press, 1999, ISBN 978-1-880448-97-7.
- (EN) R. A. Lafferty, Nine Hundred Grandmothers, I ed., Gateway/Orion, 29 gennaio 2016, ISBN 978-1-4732-1366-1.

### Annotazioni
1. ↑  Premio Locus per la miglior antologia/collezione 1971[4][5][6]
2. ↑  Pubblicato per la prima volta in Italia, nel 1962, con il titolo di Snoffols